# Карья
Ка́рья (эст. Karja) — деревня в волости Сааремаа уезда Сааремаа, Эстония.
До административной реформы местных самоуправлений Эстонии 2017 года входила в состав волости Лейзи (упразднена).

## География и описание
Расположена в северной части острова Сааремаа, в 30 км от волостного и уездного центра — города Курессааре. Высота над уровнем моря — 15 метров.
Климат умеренный. Официальный язык — эстонский. Почтовый индекс — 94248.

## Население
По переписи населения 2021 года, в Карья насчитывался 161 житель, из них 158 (98,1 %) — эстонцы.
По данным переписи населения 2011 года в деревне проживали 187 человек, из них 186 (99,5 %) — эстонцы.
Численность населения деревни Карья по данным переписей населения:
| Год  | 1959 | 1970   | 1979  | 1989  | 2000  | 2011  | 2021  |
| ---- | ---- | ------ | ----- | ----- | ----- | ----- | ----- |
| Чел. | 214* | ↗ 242* | ↗ 254 | ↗ 274 | ↘ 233 | ↘ 187 | ↘ 161 |

* Деревни Карья I и Карья II вместе.

## История
Согласно историческому источнику 1254 года, в XIII веке на базе древнего церковного прихода образовался приход Карья; до середины века он существовал вместе с приходом Вальяла, затем стал отдельным приходом. Построенная в последней четверти XIII века Карьяская церковь святой Катарины в настоящее время находится на территории деревни Линнака; она является одной из самых богатых резным декором деревенских церквей в готическом стиле в Северной Европе.
В источниках 1558 года на землях современной деревни Карья обозначена мыза Cares — это бывшая епископская мыза. В средние века она была одна из самых больших мыз Сааре-Ляэнеского епископства. Затем здесь существовала рыцарская мыза Каррисхоф (нем. Karrishof, Карья, эст. Karja mõis). Она обозначена на военно-топографических картах Российской империи (1846–1863 годы), в состав которой входила Лифляндская губерния, как мз. Каррисхофъ.
В 1920-х годах, после земельной реформы, на землях бывшей мызы возникло поселение, которое в 1939 году получило статус деревни. В 1970-х годах существовали две нумерованные деревни с названием Карья (Карья I и Карья II), в 1977 году их объединили.

Советский памятник павшим во II мировой войне в Карья. Ликвидирован в 2023 году

В советское время в деревне располагалась центральная усадьба опорно-показательного совхоза «Карья». В 1971 году его общая площадь составляла 12 660 га, из них сельскохозяйственные земли 5310 га.
На территории деревни (в настоящее время — на частной земле) был установлен памятный камень 8-му стрелковому корпусу, посвящённый событиям Второй мировой войны, с надписью на эстонском языке ««6 окт. 1944 г. Лейзи была освобождена от оккупантов. В освободительном сражении принял участие 821-й Краснознамённый стрелковый полк» (являлся объектом культурного наследия). В протоколе от 30 ноября 2022 года рабочая группа по советским памятникам при Госканцелярии Эстонии признала этот памятник «красным монументом», подлежащим удалению из общественного пространства, и он был ликвидирован весной 2023 года (см. Список советских военных памятников Эстонии).